# Iris Lauterbach

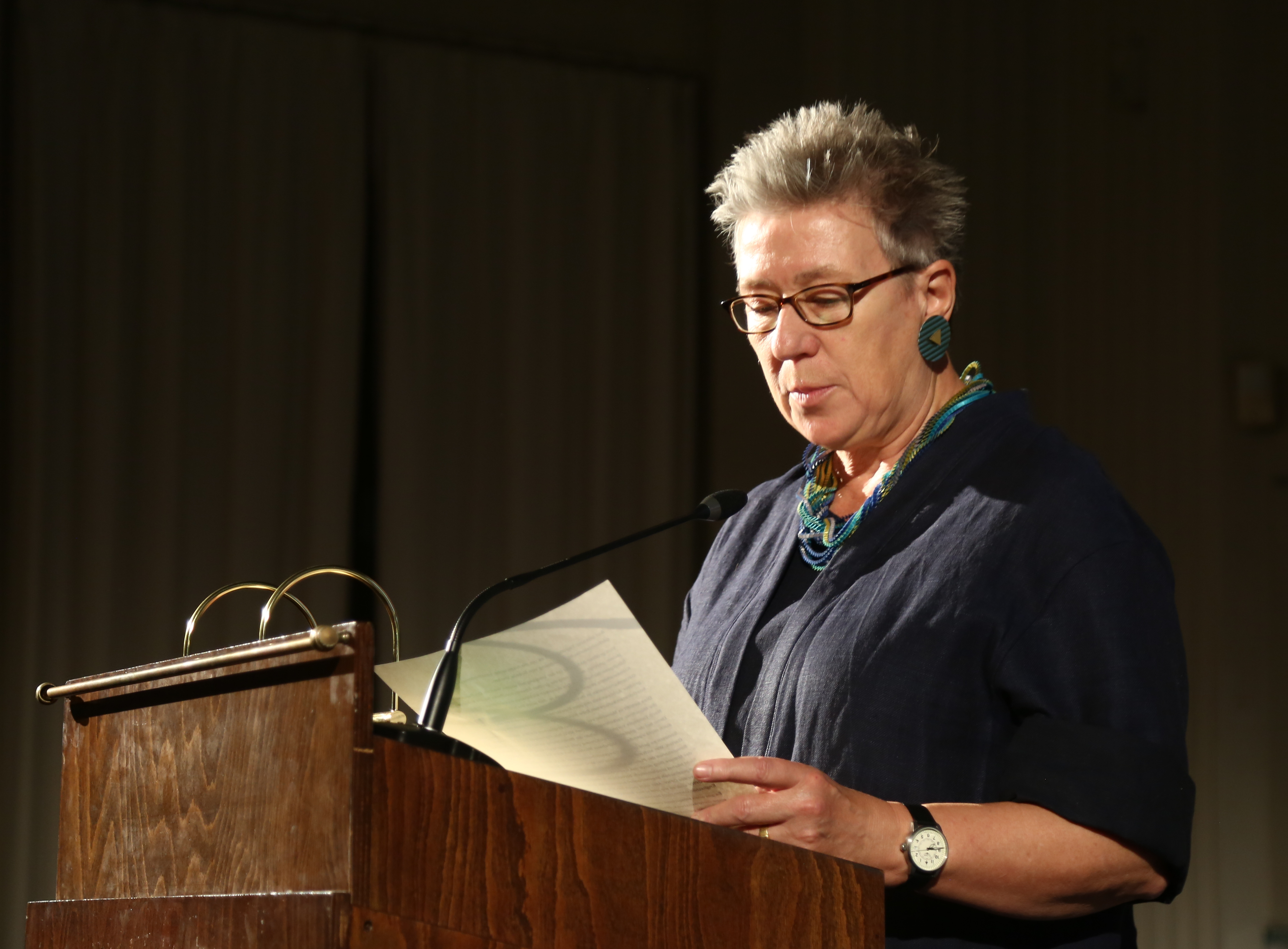
Iris Lauterbach, 2023

Iris Lauterbach (* 1959) ist eine deutsche Kunsthistorikerin und Hochschullehrerin. Sie ist Forschungsreferentin am Münchner Zentralinstitut für Kunstgeschichte.

## Leben
Nach dem Studium der Kunstgeschichte und romanischen Philologie in Mainz, Pavia und Paris (Universität Paris IV/Sorbonne) wurde sie 1985 promoviert. 1986 und 1987 absolvierte sie ein Volontariat an den Staatlichen Museen Berlin. Anschließend arbeitete sie bis 1989 als wissenschaftliche Mitarbeiterin am Institut für Christliche Archäologie und Kunstgeschichte der Albert-Ludwigs-Universität Freiburg. Von 1989 bis 1991 forschte sie mit einem Stipendium an der Bibliotheca Hertziana in Rom.
Lauterbach war Stipendiatin des Collegio Ghislieri (Pavia), des Deutschen Akademischen Austauschdienstes, der Johannes-Gutenberg-Universität Mainz, der Bibliotheca Hertziana (Rom), der Università per Stranieri di Siena, der Università degli Studi di Milano und als Guest Researcher am Getty Research Institute (Los Angeles).
Seit 1991 ist Lauterbach Mitglied der Forschungsabteilung des Zentralinstituts für Kunstgeschichte in München. An der TU München lehrt sie Geschichte der Gartenkunst und ist dort seit 2012 Honorarprofessorin.
Lauterbach lebt in München.

## Schaffen
Lauterbachs Forschungsgebiete sind die Geschichte der europäischen Gartenkunst vom 16. bis zum 20. Jahrhundert, Architektur und Stadtplanung im Nationalsozialismus und die Restitution von NS-Raubkunst nach 1945.

## Publikationen

### Autorenschaft
- Karikaturen in England und Frankreich 1750-1850. Ausstellungsbeiheft, Kupferstichkabinett Berlin (30.10.1987–14.2.1988). Staatliche Museen Preußischer Kulturbesitz, Berlin 1987, ISBN 978-3-88609-266-6.
- Der französische Garten am Ende des Ancien Régime. „Schöne Ordnung“ und „geschmackvolles Ebenmaß“. Grüne Reihe, Bd. 9. Wernersche Verlagsanstalt, Worms 1987, ISBN 978-3-88462-047-2 (Zugl.: Diss., Univ. Mainz 1985).
- mit Clemens Alexander Wimmer: Bibliographie der vor 1750 erschienenen deutschen Gartenbücher. Hg. von der Bücherei des Deutschen Gartenbaues e. V. Berlin, Nördlingen 2003, ISBN 978-3-921503-29-4.
- Antoine Watteau. 1684–1721. Taschen, Köln 2008, ISBN 978-3-8228-5315-3.
- mit Ulrike Grammbitter: Das Parteizentrum der NSDAP in München. Deutscher Kunstverlag, München u. a. 2009, ISBN 978-3-422-02153-2.
- Der Central Collecting Point in München. Kunstschutz, Restitution, Neubeginn. Deutscher Kunstverlag, München/Berlin 2015, ISBN 978-3-422-07308-1.
- The Central Collecting Point in Munich. A New Beginning for the Restitution and Protection of Art. Getty Publications, Los Angeles 2018, ISBN 978-1-60606-582-2.
- „Who was a Nazi?“ Zu Geschichte und Story der NSDAP-Mitgliederkartei. Zentralinstitut für Kunstgeschichte, München 2020 (online).

### Herausgeberschaft (Auswahl)
- mit Julian Rosefeldt und Piero Steinle: Bürokratie und Kult. Das Parteizentrum der NSDAP am Königsplatz in München. Veröffentlichungen des Zentralinstituts für Kunstgeschichte in München, Bd. 10. Deutscher Kunstverlag, München u. a. 1995, ISBN 978-3-422-06164-4
- Das Zentralinstitut für Kunstgeschichte München. Veröffentlichungen des Zentralinstituts für Kunstgeschichte in München, Bd. 11, München 1997, ISBN 3-00-001375-X.
- mit Klaus Endemann und Christoph Luitpold Frommel: Die Landshuter Stadtresidenz: Architektur und Ausstattung. Veröffentlichungen des Zentralinstituts für Kunstgeschichte in München, Bd. 14, München 1998, ISBN 978-39806071-1-7
- Friedrich Ludwig von Sckell (1750–1823): Gartenkünstler und Stadtplaner. Wernersche Verlagsanstalt, Worms 2002, ISBN 978-3-88462-190-5.
- mit Margret Stuffmann: Aspekte deutscher Zeichenkunst. Veröffentlichungen des Zentralinstituts für Kunstgeschichte in München, Bd. 16, München 2006, ISBN 978-3-9806071-2-4
- Kunstgeschichte in München 1947: Institutionen und Personen im Wiederaufbau. Veröffentlichungen des Zentralinstituts für Kunstgeschichte in München, Bd. 22, München 2010, ISBN 978-3-9806071-4-8
- Klosterkultur in Bayern vor der Säkularisation. Zwischen Heilsgeschichte und Aufklärung. Veröffentlichungen des Zentralinstituts für Kunstgeschichte in München, Bd. 28, München 2011, ISBN 978-3-9806071-7-9
- mit Thomas Weidner: Die Münchner Moriskentänzer: Repräsentation und Performanz städtischen Selbstverständnisses. Veröffentlichungen des Zentralinstituts für Kunstgeschichte in München, Bd. 32, München 2013, ISBN 978-3-9806071-9-3
- J. C. Volkamer: The Book of Citrus Fruits. The Complete Plates 1708–1714. Taschen, Köln 2020, ISBN 978-3-8365-3525-0
- mit Anke Borgmeyer und Detlef Knipping: Villengärten 1830–1930. Geschichte, Bestand, Gefährdung. Inhalte – Projekte – Dokumentationen. Schriftenreihe des Bayerischen Landesamtes für Denkmalpflege, Bd. 21. Schnell & Steiner, Regensburg 2020, ISBN 978-3-795-43592-9
- Aspekte Münchner Gartenkunst 1825–1945. Gärten, Akteure, Institutionen = Sonderdruck aus Die Gartenkunst 33 (2021), Heft 1.